# Зембово (Поморське воєводство)
Зембово (пол. Zębowo) — село в Польщі, у гміні Кобильниця Слупського повіту Поморського воєводства.
Населення — 142 особи (2011).
У 1975-1998 роках село належало до Слупського воєводства.

## Демографія
Демографічна структура станом на 31 березня 2011 року:
|          | Загалом | Допрацездатний вік | Працездатний вік | Постпрацездатний вік |
| -------- | ------- | ------------------ | ---------------- | -------------------- |
| Чоловіки | 72      | 14                 | 49               | 9                    |
| Жінки    | 70      | 17                 | 38               | 15                   |
| Разом    | 142     | 31                 | 87               | 24                   |